# Rue Vautier (Joinville-le-Pont)
La rue Vautier est une voie de communication de la ville de Joinville-le-Pont.

## Situation et accès
La rue Vautier est une des voies du quartier du centre de Joinville. Elle débute quai du Barrage et se termine rue Beaubourg.
Le tracé de la rue Vautier est parallèle au quai du Barrage à l’est et à la Rue de Paris à l’ouest. 
Elle croise l’avenue de la Marne et dessert, côté pair, la villa de la Grotte et côté impair, la rue Transversale, l’avenue des Tilleuls et l’avenue Jeanne-d’Arc. 
Elle est desservie par le bus 112.

## Origine du nom
L’avenue est baptisée d’après Édouard Vautier (1789-1871), rentier. Son rôle de bienfaiteur de la commune lui a valu de figurer sur une plaque apposée dans la mairie de Joinville-le-Pont.

## Historique
Le nom de la voie est attesté sous cette orthographe dans le recensement organisé au cours de l’année 1911. 
Il figure également, sous la forme « rue Vauthier » dans le Manuel officiel des communes du département de la Seine, publié en 1906.

## Bâtiments remarquables et lieux de mémoire
Le plan local d’urbanisme de la ville de Joinville-le-Pont pour l’année 2008 note parmi les « espaces verts dignes d’intérêt » les marronniers et tilleuls de la villa située au 15, rue Vautier.
Le plan local d’urbanisme de la ville de Joinville-le-Pont pour l’année 2015 a inscrit parmi les bâtiments protégés trois maisons situées au 6, 9 et 10, rue Vautier. Le bâtiment du 9, rue Vautier est considéré comme « caractéristique de l’architecture des bords de Marne » à la fin du 19e siècle.

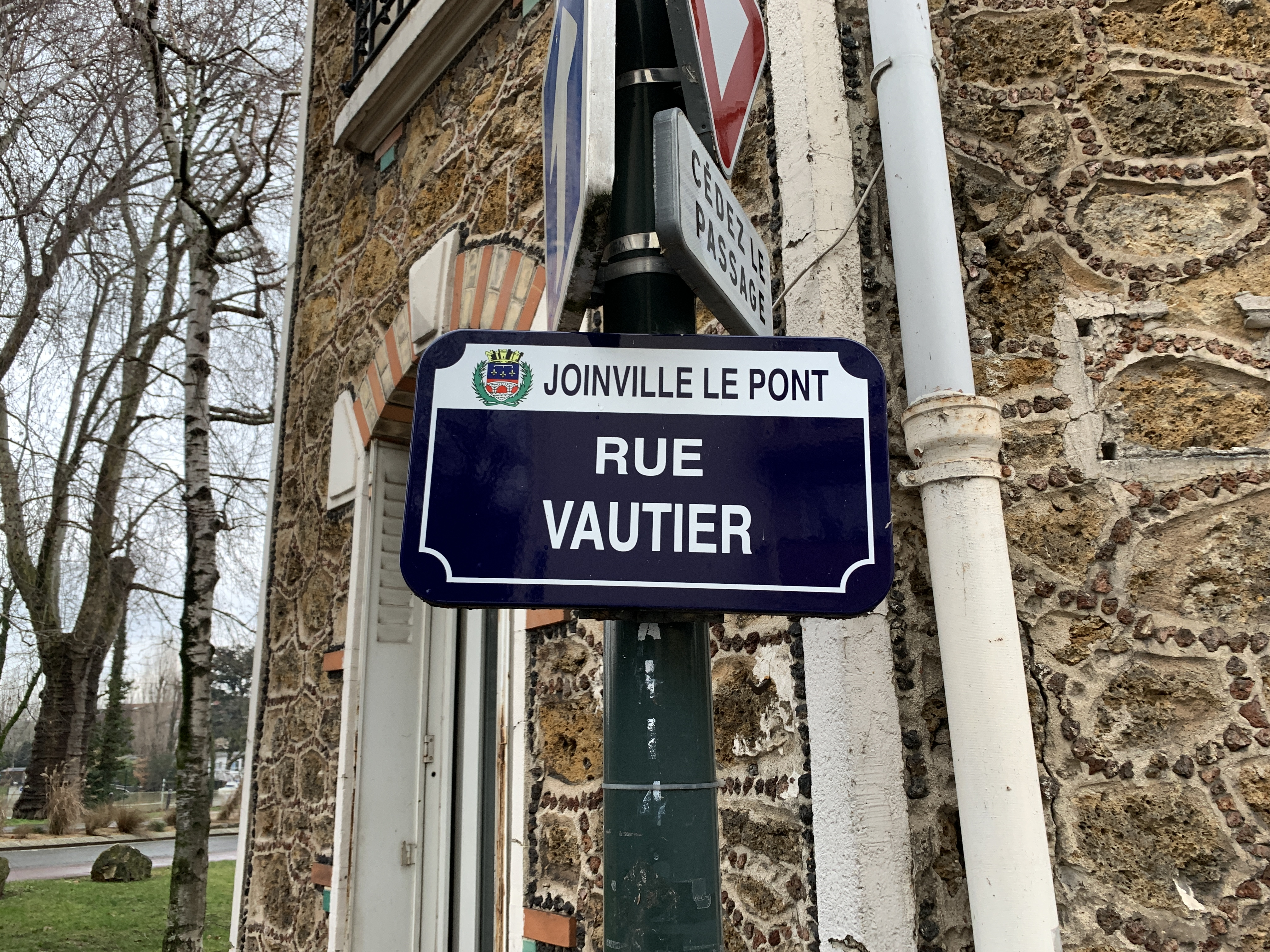
Plaque de la rue Vautier sur l’ancien bureau de poste de la commune
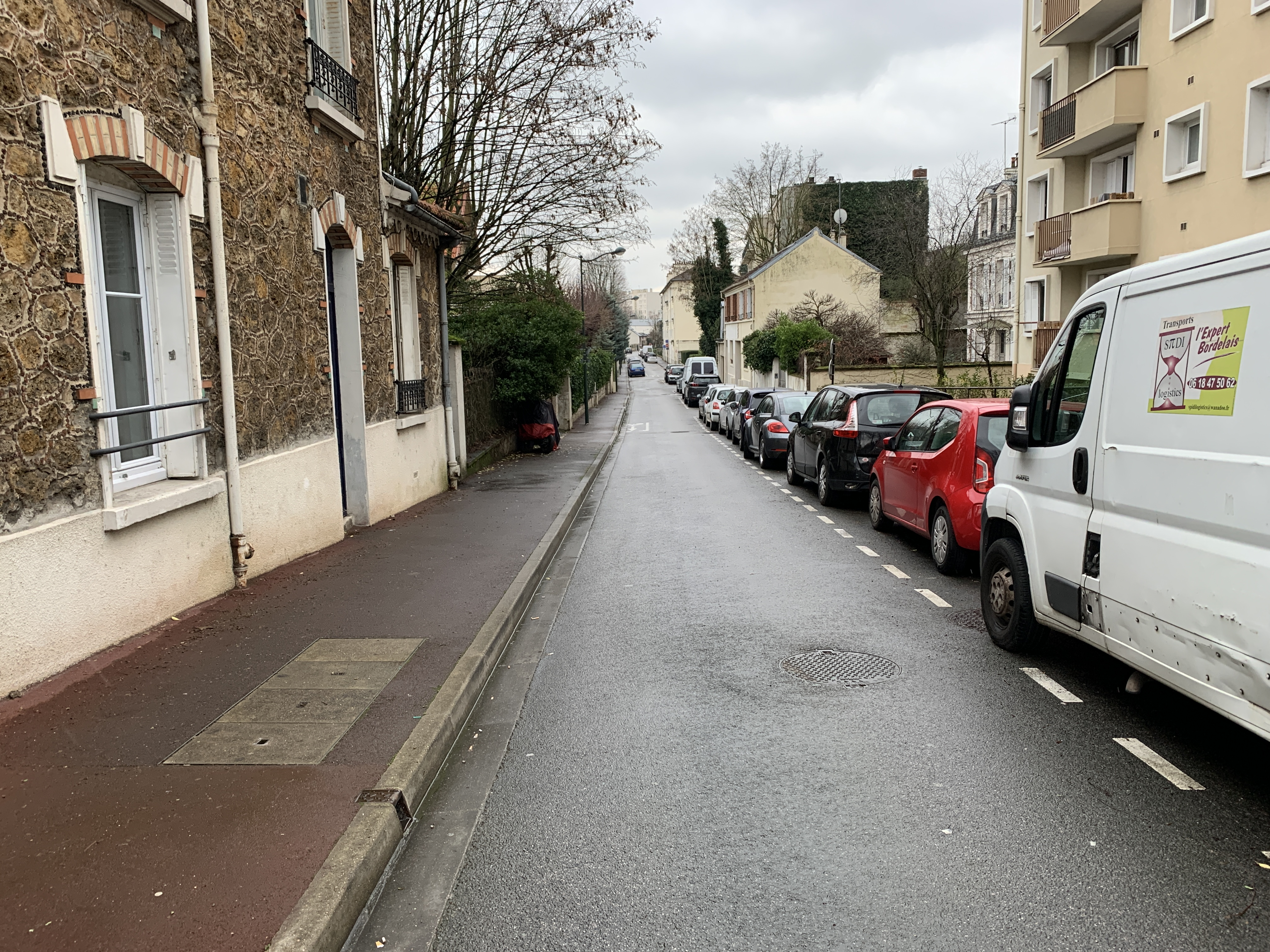
Vue de la rue Vautier
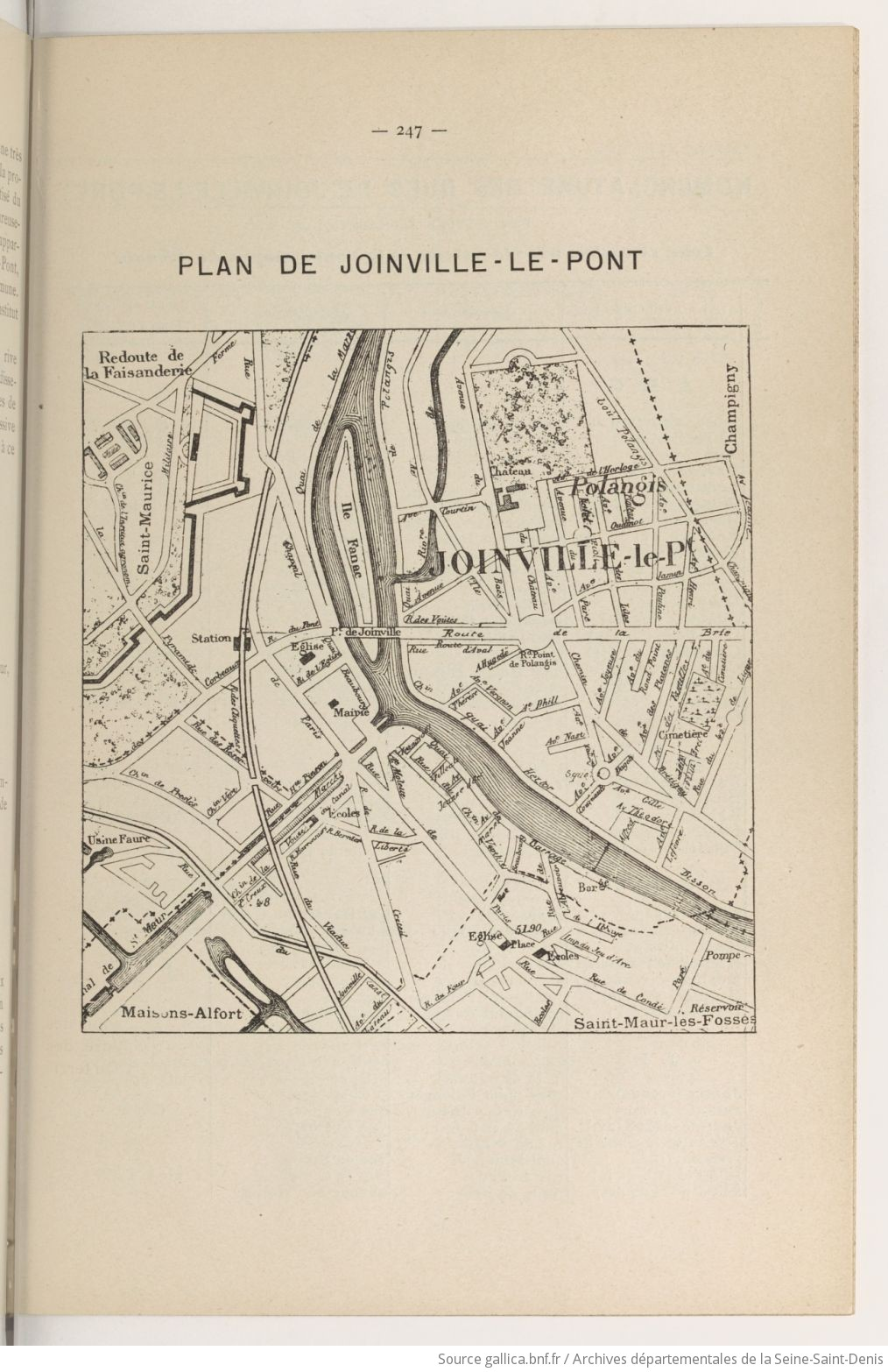
Vue de la rue Vautier sur le plan des rues de Joinville-le-Pont en 1906